# Marc Perrin de Brichambaut
Marc Pierre Perrin de Brichambaut (Rabat, 29 ottobre 1948) è un giudice francese della Corte penale internazionale.
Eletto dall'Assemblea degli Stati Parte nel Gruppo degli Stati europei occidentali e altri stati, Lista B, l'11 marzo 2015 per un termine di nove anni.
Tra i firmatari dello Statuto di Roma in rappresentanza della Francia, ha una lunga carriera diplomatica nel Consiglio di Stato e presso l'OSCE, è stato eletto giudice presso la Corte penale internazionale e assegnato alla Divisione preliminare.